# Miss Universe Puerto Rico
Miss Universe Puerto Rico es un concurso de belleza nacional en Puerto Rico. Actualmente, el concurso es el encargado de seleccionar a las representantes del país en Miss Universo. La actual Miss Universe Puerto Rico es Zashely Alicea de Dorado. Ella representará a Puerto Rico en Miss Universo 2025.
Desde 2018, la organización es propiedad de Hemisphere Media Group, y la competencia anual se transmite por su filial WAPA-TV.

## Controversia

### Nacionalidad de las candidatas
En 2011, después de que Bodine Koehler Peña fuera coronada Miss Universe Puerto Rico 2012, la gente empezó a cuestionar su nacionalidad. Koehler Peña nació en los Países Bajos, su padre es neerlandés y su madre es dominicana. Respecto a las críticas, Koehler Peña dijo: «Quiero aclarar un punto sobre mi nacionalidad y es que soy puertorriqueña y me siento bien orgullosa de representar a Puerto Rico. Nací en los Países Bajos, pero vine aquí desde que era muy pequeña y mi familia está aquí también». Luego de las fuertes críticas, la directora nacional del certamen en ese momento, Desiree Lowry, explicó que las reglas del concurso establecen que las participantes deben ser ciudadanos del país y haber vivido en él un mínimo de seis meses.

## Ganadoras

### Miss Universe Puerto Rico
: Declarada como ganadora
     : Terminó como finalista
     : Terminó como una de las semifinalistas o cuartofinalistas
     : Terminó como ganadora de premios especiales
En 2009, Luisito Vigoreaux y Desireé Lowry obtuvieron la franquicia de Miss Universo y el nombre del concurso fue cambiado a «Miss Universe Puerto Rico». Desde 2018, la organización es propiedad de Hemisphere Media Group, y la competencia anual se transmite por WAPA-TV. Luego de que Hemisphere Media Group adquiriera los derechos de la franquicia, Denise Quiñones, fue nombrada directora de la organización. En 2022, Yizette Cifredo se convierte en directora nacional de la organización.
| Año  | Ciudad        | Miss Universe Puerto Rico | Posición en Miss Universo | Premios especiales/Notas |
| ---- | ------------- | ------------------------- | ------------------------- | ------------------------ |
| 2025 | Dorado        | Zashely Alicea            | Por competir              | Por competir             |
| 2024 | Orocovis      | Jennifer Colón            | Top 12                    |                          |
| 2023 | Patillas      | Karla Guilfú              | Top 5                     | - Voice for Change       |
| 2022 | Fajardo       | Ashley Cariño             | Top 5                     |                          |
| 2021 | Loíza         | Michelle Colón            | Top 10                    |                          |
| 2020 | San Sebastián | Estefanía Soto            | Top 10                    | Designada                |
| 2019 | Toa Baja      | Madison Anderson          | Primera finalista         |                          |
| 2018 | Rincón        | Kiara Ortega              | Top 5                     |                          |
| 2017 | San Juan      | Danyeshka Hernández       | No clasificó              |                          |
| 2016 | Aguadilla     | Brenda Jiménez            | No clasificó              |                          |
| 2016 | Isabela       | Kristhielee Caride        | Destituida                | Destituida               |
| 2015 | Guaynabo      | Catalina Morales          | No clasificó              |                          |
| 2014 | Toa Baja      | Gabriela Berríos          | No clasificó              | - Miss Fotogénica        |
| 2013 | Arecibo       | Monic Pérez               | Top 16                    |                          |
| 2012 | Río Grande    | Bodine Koehler            | No clasificó              |                          |
| 2011 | Corozal       | Viviana Ortiz             | Top 16                    |                          |
| 2010 | Río Grande    | Mariana Vicente           | Top 10                    |                          |
| 2009 | Cabo Rojo     | Mayra Matos               | Cuarta finalista          |                          |

1. ↑  Debido al impacto de la pandemia de COVID-19, la primera finalista del 2019 se coronó como Miss Universe Puerto Rico 2020.

### Miss Puerto Rico Universe
De 1999 a 2002 TeleOnce (ahora Univision Puerto Rico) obtuvo la franquicia y la rebautizó como «Miss Puerto Rico Universe». Magali Febles organizó el certamen entre 2003 y 2009 y mantuvo el nombre.
| Año  | Ciudad     | Miss Puerto Rico Universe | Posición en Miss Universo | Notas             |
| ---- | ---------- | ------------------------- | ------------------------- | ----------------- |
| 2008 | Dorado     | Ingrid Santos             | No clasificó              |                   |
| 2007 | Guayanilla | Uma Blasini               | No clasificó              |                   |
| 2006 | Salinas    | Zuleyka Rivera            | Miss Universo 2006        |                   |
| 2005 | Salinas    | Cynthia Olavarría         | Primera finalista         |                   |
| 2004 | Cidra      | Alba Reyes                | Segunda finalista         | - Miss Fotogénica |
| 2003 | Vieques    | Carla Tricoli             | No clasificó              | - Miss Fotogénica |
| 2002 | Utuado     | Isis Casalduc             | No clasificó              | - Miss Fotogénica |
| 2001 | Lares      | Denise Quiñones           | Miss Universo 2001        | - Miss Fotogénica |
| 2000 | Guaynabo   | Zoribel Fonalledas        | No clasificó              |                   |
| 1999 | Lares      | Brenda López              | Top 10                    | - Miss Fotogénica |

### Miss Puerto Rico
Miss Puerto Rico se celebró desde 1952 hasta 1998 bajo la dirección de Anna Santisteban.
| Año  | Ciudad        | Miss Puerto Rico          | Posición en Miss Universo | Notas           |
| ---- | ------------- | ------------------------- | ------------------------- | --------------- |
| 1998 | Aguas Buenas  | Joyce Giraud              | Segunda finalista         |                 |
| 1997 | San Juan      | Ana Brito                 | Top 10                    |                 |
| 1996 | Toa Alta      | Sarybel Velilla           | No clasificó              |                 |
| 1995 | Corozal       | Desiree Lowry             | Top 6                     |                 |
| 1994 | Isabela       | Brenda Robles             | No clasificó              |                 |
| 1993 | Toa Alta      | Dayanara Torres           | Miss Universo 1993        |                 |
| 1992 | Bayamón       | Daisy García              | No clasificó              |                 |
| 1991 | Toa Alta      | Lizzette Bouret           | No clasificó              |                 |
| 1990 | Guaynabo      | María Fortuño             | No clasificó              |                 |
| 1989 | Salinas       | Catalina Villar           | No clasificó              |                 |
| 1988 | Guaynabo      | Isabel Pardo              | No clasificó              |                 |
| 1987 | San Juan      | Laurie Simpson            | Cuarta finalista          |                 |
| 1986 | San Germán    | Elizabeth Robison         | Top 10                    |                 |
| 1985 | San Juan      | Deborah Carthy-Deu        | Miss Universo 1985        |                 |
| 1984 | Mayagüez      | Sandra Beauchamp          | No clasificó              |                 |
| 1983 | Trujillo Alto | Carmen Batíz              | No clasificó              |                 |
| 1982 | Juncos        | Lourdes Mantero           | No clasificó              |                 |
| 1981 | Guaynabo      | Carmen Lotti              | No clasificó              |                 |
| 1980 | Caguas        | Lillian Tañón             | Top 12                    |                 |
| 1979 | Mayagüez      | Teresa López              | No clasificó              |                 |
| 1978 | San Juan      | Ada Perkins               | No clasificó              |                 |
| 1977 | Ponce         | María Del Mar Rivera      | No clasificó              |                 |
| 1976 | Salinas       | Elizabeth Zayas           | No clasificó              |                 |
| 1975 | San Germán    | Lorell Del Carmen Carmona | No clasificó              |                 |
| 1974 | San Juan      | Sonia Stege               | Top 12                    |                 |
| 1973 | Orocovis      | Gladys Colón              | No clasificó              |                 |
| 1972 | Santurce      | Bárbara Torres Viñolo     | No clasificó              |                 |
| 1971 | San Juan      | Idalia Franco             | Tercera finalista         |                 |
| 1970 | Santurce      | Marisol Malaret           | Miss Universo 1970        |                 |
| 1969 | Río Piedras   | Aida Betancourt           | No clasificó              |                 |
| 1968 | Santurce      | Marylin Carrasquillo      | No clasificó              |                 |
| 1967 | Fajardo       | Ivonne Coll               | No clasificó              |                 |
| 1966 | Santurce      | Carol Bajandas            | No clasificó              |                 |
| 1965 | Caguas        | Gloria Cobián             | No clasificó              |                 |
| 1964 | San Juan      | Yolanda Rodríguez         | No clasificó              |                 |
| 1963 | Ponce         | Jeanette Biascoechea      | No clasificó              |                 |
| 1962 | San Juan      | Ana Celia Sosa Arce       | No clasificó              |                 |
| 1961 | San Juan      | Enid Del Valle            | No clasificó              |                 |
| 1957 | Ponce         | Mapita Mercado            | No clasificó              | - Miss Simpatía |
| 1956 | San Lorenzo   | Paquita Vivo              | No clasificó              |                 |
| 1955 | Trujillo Alto | Carmen Betancourt         | No clasificó              |                 |
| 1954 | San Juan      | Lucy Santiago             | No clasificó              |                 |
| 1953 | San Juan      | Wanda Irizarry            | No clasificó              |                 |
| 1952 | Lares         | Marilia Levy              | No clasificó              |                 |